# Канюк великодзьобий
Каню́к великодзьобий (Rupornis magnirostris) — вид яструбоподібних птахів родини яструбових (Accipitridae). Мешкає в Мексиці, Центральній і Південній Америці. Це єдиний представник монотипового роду Великодзьобий канюк (Rupornis). Виділяють низку підвидів.

## Опис

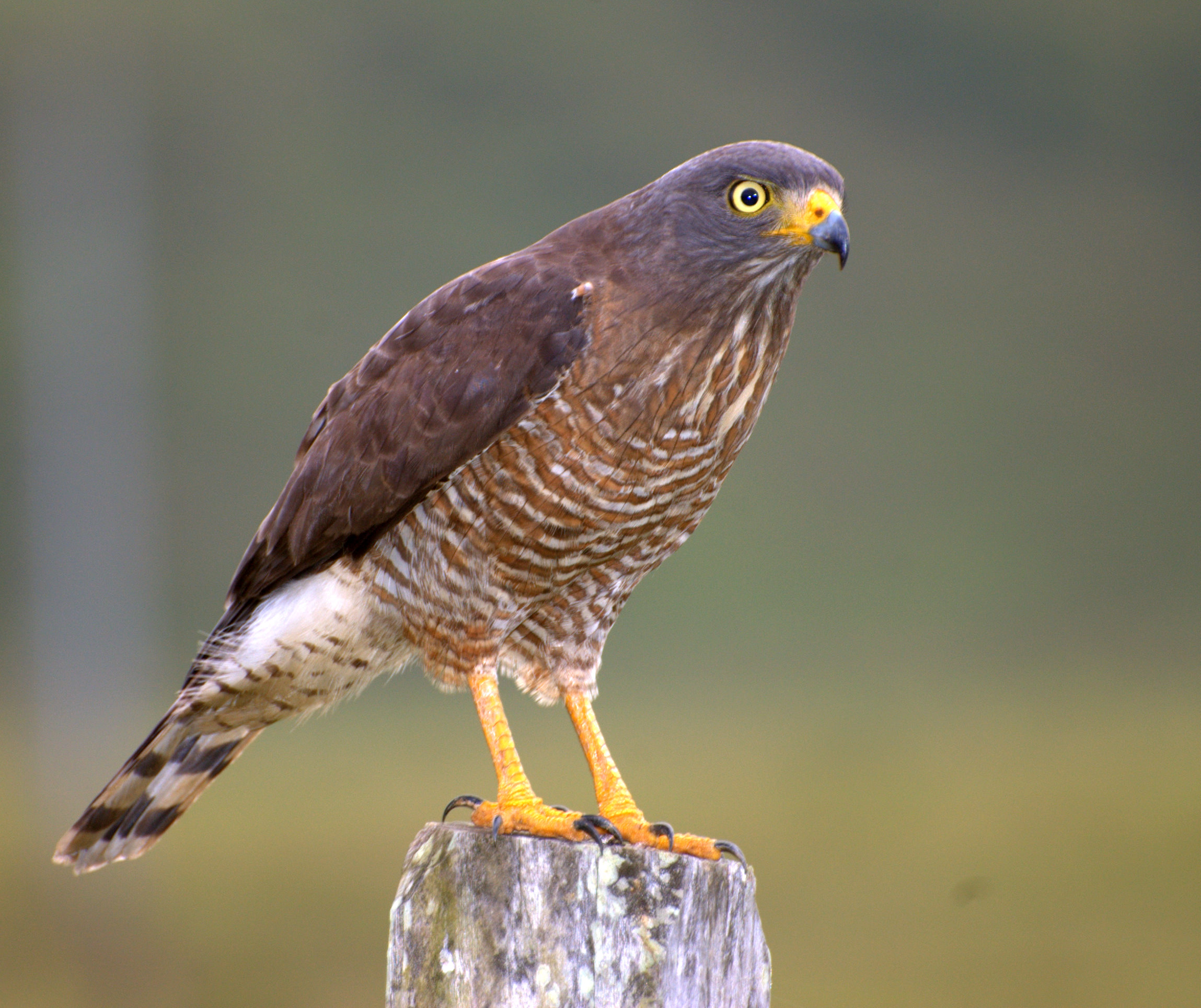
Великодзьобий канюк

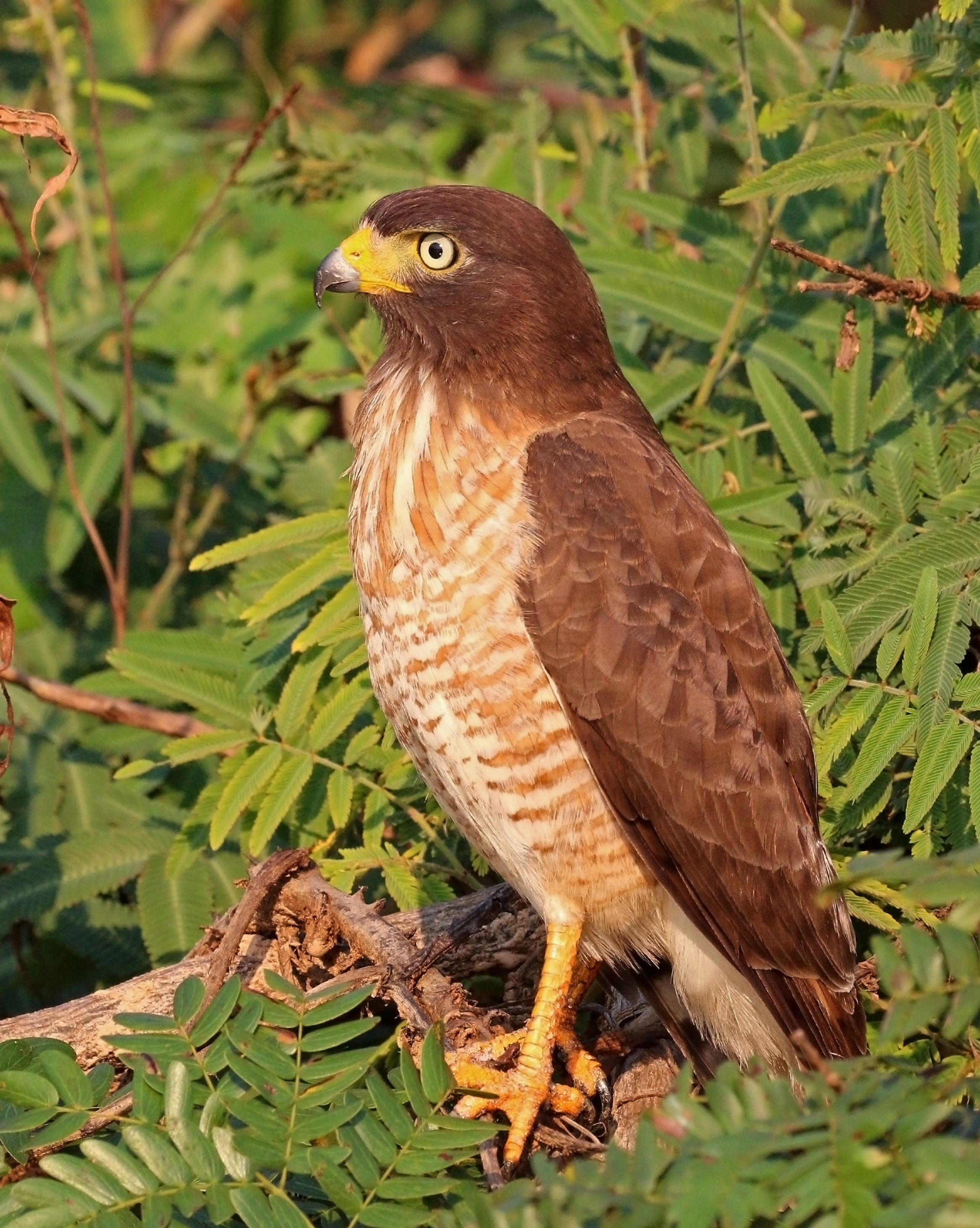
Молодий великодзьобий канюк

Довжина птаха становить 31-41 см, вага 250-300 г. Самиці і самці загалом схожі, однак самиці є більшими за самців приблизно на 20%. Забарвлення переважно сіре, нижня частина грудей і живіт поцятковані коричневими і білими смугами. Крила відносно короткі, махові пера мають рудуватий відтінок. Хвіст відносно довгий, на хвості 4-5 сірих смуг. Очі жовті. Дзьоб великий. Загалом забарвлення різниться в залежності від підвиду. У молодих птахів верхня частина тіла бура, нижня частина тіла охриста, груди смугасті.

## Підвиди
Виділяють дванадцять підвидів:
- R. m. griseocauda (Ridgway, 1874) — від Мексики (на південь від Коліми, Нуево-Леона і Тамауліпаса) до північно-західної Коста-Рики і західної Панами (1);
- R. m. conspectus Peters, JL, 1913 — південно-східна Мексика (Табаско, півострів Юкатан) і північний Беліз (2);
- R. m. gracilis Ridgway, 1885 — острови Косумель і Хольбош[en] (на схід від Юкатану) (4);
- R. m. sinushonduri (Bond, J, 1936) — острови Бонакка[es] і Роатан (на схід від Гондурасу) (5);
- R. m. petulans (Van Rossem, 1935) — південний захід Коста-Рики і Панами (на південь до річки Туїра[en]) (3);
- R. m. alius Peters, JL & Griscom, 1929 — Перлові острови[en] (Панамська затока) (6);
- R. m. magnirostris (Gmelin, JF, 1788) — від Колумбії на південь до західного Еквадору, на схід до Венесуели і Гвіани, на південь до Бразильської Амазонії (від Мадейри до атлантичного узбережжя) (7);
- R. m. occiduus Bangs, 1911 — схід Перу, північ Болівії і захід Бразильської Амазонії (на південь від Амазонки, на захід від Мадейри) (9);
- R. m. saturatus (Sclater, PL & Salvin, 1876) — Болівія, Парагвай, південно-західна Бразилія (південний захід Мату-Гросу) і західна Аргентина (на південь до Ла-Ріохи) (11);
- R. m. nattereri (Sclater, PL & Salvin, 1869) — північно-східна Бразилія (на південь від Баїї) (8);
- R. m. magniplumis (Bertoni, AW, 1901) — південна Бразилія, північна Аргентина (Місьйонес) і сусідні регіони Парагваю (10);
- R. m. pucherani (Verreaux, J & Verreaux, É, 1855) — Уругвай і східна Аргентина (на південь до Буенос-Айреса) (12).

## Поширення і екологія
Великодзьобі канюки поширені від Мексики через Центральну Америку до більшої частини Південної Америки на схід від Анд. Вони живуть в різноманітних природних середовищах, зокрема у вологих і сухих тропічних лісах, рідколіссях і чагарникових заростях, саванах, на полях і плантаціях, в парках і садах. Уникають густих тропічних лісів, зустрічаються на висоті до 3000 м над рівнем моря. Великодзьобі канюки є одними з найпоширеніших хижих птахів в межах свого ареалу. Вони живляться комахами, плазунами і дрібними ссавцями, зокрема звичайними ігрунками Callithrix jacchus та іншими мавпами. Вони також полюють на дрібних птахів, однак значно рідше, ніж птахи-універсали, такі як споріднені, однак більші за розмірами білохвості канюки, або ніж спеціалізовані мисливці на птахів, такі як мексиканські соколи. Гніздо являє собою невелику площадку з гілочок, встелену дрібними шматочками кори і листям. Воно розміщується на дереві, в розвилці між гілками, зазвичай на узліссі. В кладці від 1 до 3 яєць, інкубаційний період триває 35-27 днів.